# Інвернесс (Флорида)
Інвернесс (англ. Inverness) — місто (англ. city) в США, в окрузі Цитрус штату Флорида. Населення — 7543 особи (2020).

## Географія
Інвернесс розташований за координатами 28°50′26″ пн. ш. 82°20′37″ зх. д. / 28.84056° пн. ш. 82.34361° зх. д. (28.840466, -82.343652).  За даними Бюро перепису населення США в 2010 році місто мало площу 19,89 км², з яких 19,69 км² — суходіл та 0,20 км² — водойми.

## Демографія
Згідно з переписом 2010 року, у місті мешкало 7210 осіб у 3313 домогосподарствах у складі 1721 родини. Густота населення становила 363 особи/км².  Було 3974 помешкання (200/км²).
Расовий склад населення:
| - 88,2 % — білих - 5,9 % — чорних або афроамериканців - 1,7 % — азіатів - 0,4 % — корінних американців - 0,1 % — вихідців з тихоокеанських островів - 1,5 % — осіб інших рас |

До двох чи більше рас належало 2,2 %. Частка іспаномовних становила 6,5 % від усіх жителів.
За віковим діапазоном населення розподілялося таким чином: 16,5 % — особи молодші 18 років, 47,7 % — особи у віці 18—64 років, 35,8 % — особи у віці 65 років та старші. Медіана віку мешканця становила 53,4 року. На 100 осіб жіночої статі у місті припадало 79,4 чоловіків;  на 100 жінок у віці від 18 років та старших — 74,1 чоловіків також старших 18 років.
Середній дохід на одне домашнє господарство  становив 39 981 долар США (медіана — 27 396), а середній дохід на одну сім'ю — 49 274 долари (медіана — 37 197). За межею бідності перебувало 25,0 % осіб, у тому числі 44,0 % дітей у віці до 18 років та 14,1 % осіб у віці 65 років та старших.
Цивільне працевлаштоване населення становило 1764 особи. Основні галузі зайнятості: освіта, охорона здоров'я та соціальна допомога — 23,6 %, роздрібна торгівля — 15,1 %, публічна адміністрація — 11,3 %, мистецтво, розваги та відпочинок — 10,4 %.